# Adrián Paenza
Adrián Arnoldo Paenza (* 9. května 1949 Buenos Aires) je argentinský matematik a autor několika popularizačních knih o matematice, z nichž byla v Česku zatím vydána jen kniha Matematiko, jsi to ty?. Získal doktorský titul v oboru matematiky a informatiky a je profesorem na Fakultě exaktních a přírodních věd na Univerzitě v Buenos Aires. Vyučuje také na Chicagské univerzitě a na Newyorské univerzitě. Pracuje také jako sportovní novinář. V roce 1997 získal prestižní cenu Konex a v kategorii sportovní audiovizuální žurnalistika a později k ní ještě připojil cenu Platinum Konex za popularizaci vědy. V roce 2014 mu Mezinárodní matematická unie udělila cenu Leelavati Award za vynikající přínos v popularizaci matematiky mezi širokou veřejností.

## Dílo
- Propiedades de Corrientes Residuales en el Caso de Intersecciones No Completas, doktorská práce. 1979.
- Matemática... ¿Estás ahí?, 2005.
- Matematiko, jsi to ty ?, 2010.
- Matemática... ¿Estás ahí? Episodio 2, 2006.
- Matemática... ¿Estás ahí? Episodio 3.14, 2007.
- Matemática... ¿Estás ahí? Episodio 100, 2008.
- Matemática... ¿Estás ahí? La vuelta al mundo en 34 problemas y 8 historias, 2010.
- ¿Cómo, esto también es matemática?, 2011.